# Matraca, Dâmbovița
Matraca este un sat în comuna Ulmi din județul Dâmbovița, Muntenia, România.
Numele "MATRACA" este antroponim grec, format după numele orașului genovez Matrega < gr. Tὰ Mάταρχα < tat. Tmutakaran, azi Taman din Crimeea. 1. Matracá neg. în T-viște (16 B III 177) și s.; – Pană (Fil.); – M. (AO X 401); – boier munt. 1800 (Sd I-II; Î Div); – Ghinea neg. (D Buc) Matracă, Panaite, 1776 din munt. (BCI XI 26). 2. Matracáua s. 3. Mătrăcaru, G. (Grd 42).
 Acest articol despre o localitate din județul Dâmbovița este deocamdată un ciot. Puteți ajuta Wikipedia prin completarea lui.